# Giuseppe Zandonà
Giuseppe Zandonà (Tripoli, 9 agosto 1955) è un ex calciatore italiano, di ruolo libero.

## Carriera
Dopo una prima parte di carriera disputata nelle serie minori, si mette in luce con l'Arezzo con cui conquista la promozione in Serie B nella stagione 1981-1982 e disputa due buone annate fra i cadetti, facendo parte della formazione che nel 1983-1984 giunge al quinto posto finale in Serie B, miglior risultato della storia degli amaranto.
A fine stagione viene prelevato dall'Avellino, militante in Serie A. Con gli irpini Zandonà disputa tre stagioni nella massima serie, tutte conclusesi con la salvezza.
In carriera ha collezionato complessivamente 68 presenze in Serie A e 88 presenze e 3 reti in Serie B.

## Palmarès
- Coppa Italia Semiprofessionisti: 2

Monza: 1974-1975
Arezzo: 1980-1981
- Campionato italiano Serie D: 1

Biellese: 1975-1976 (girone A)
- Campionato italiano Serie C1: 1

Arezzo: 1981-1982 (girone B)
- Torneo Estivo del 1986: 1

Avellino: 1986